# Le Quillio

Le Quillio este o comună în departamentul  Côtes-d'Armor, Franța. În 1 ianuarie 2022 avea o populație de 591 de locuitori.